# Lami di Siena
Pour les articles homonymes, voir Lami.
 (janvier 2021).
Lorenzino Lami di Siena (XIVe siècle), originaire de Sienne en Toscane (Italie), est le premier chevalier d'une longue lignée (aux environs de 1350) de l'Ordre de la Chevalerie italienne. 

## Biographie
Lami di Siena devait posséder un château et des terres agricoles autour de Sienne qui n'existent plus de nos jours. Le nom Lami di Siena est surtout connu pour avoir combattu l'armée du roi Charles VII en 1494, aux côtés de Pierre II de Medicis, bataille perdue par les Italiens et qui causa la chute du gouvernement de Pierre II sur Florence.

## Blason
Chef d'azur flanqué de deux étoiles d'or avec un croissant d'or au milieu, rayé de trois bandes d'or et de gueules, heaume de chevalier.